# Myrtille Georges
Myrtille Georges, née le 21 décembre 1990 à Granville, est une joueuse de tennis française professionnelle de 2008 à 2020

## Carrière
Elle gagne son premier tournoi (10 000 $) à Apeldoorn (Pays-Bas) en 2011.
Elle participe pour la première fois au tournoi qualificatif de Roland-Garros en 2013 et au tournoi principal en 2016 où elle bat Christina McHale puis est éliminée au deuxième tour par la 4e mondiale Garbiñe Muguruza.
En 2016, elle gagne son premier tournoi à 25 000 $ à Grenoble.
En 2017, en juin, elle gagne l'Open de Deauville-Trouville et en octobre l'Open de Cherbourg-en-Cotentin.
Le 15 juin 2019, elle s'incline en finale de l'Open de Deauville (Calvados), disputé sur gazon, face à Pauline Parmentier 6-1, 6-0.
À l'automne 2020, elle annonce mettre fin à sa carrière internationale.
Depuis 2021 Myrtille George est devenue entraîneuse de tennis en Alsace dans le club de Reichstett. Elle continue de participer à certains tournois, notamment des Circuits nationaux des Grands Tournois remportant en 2023 celui de Cabourg.

## Parcours en Grand Chelem

### En simple dames
| Année | Open d'Australie | Open d'Australie  | Internationaux de France | Internationaux de France | Wimbledon | Wimbledon       | US Open | US Open         |
| ----- | ---------------- | ----------------- | ------------------------ | ------------------------ | --------- | --------------- | ------- | --------------- |
| 2012  | —                | —                 | Q1                       | Y. Meusburger            | —         | —               | —       | —               |
| 2013  | —                | —                 | Q1                       | Tímea Babos              | —         | —               | —       | —               |
| 2014  | —                | —                 | Q2                       | Sofia Shapatava          | —         | —               | —       | —               |
| 2015  | —                | —                 | Q1                       | Maryna Zanevska          | —         | —               | —       | —               |
| 2016  | —                | —                 | 2e tour (1/32)           | G. Muguruza              | Q1        | Tatjana Maria   | Q3      | Antonia Lottner |
| 2017  | 1er tour (1/64)  | Alizé Cornet      | 1er tour (1/64)          | Y. Putintseva            | Q3        | A. Van Uytvanck | Q1      | I. Maria Bara   |
| 2018  | Q1               | S. Soler Espinosa | 1er tour (1/64)          | Taylor Townsend          | —         | —               | Q1      | Mayo Hibi       |
| 2019  |                  |                   | Q1                       | W. Osuigwe               | Q1        | Anna Zaja       |         |                 |

N.B. : à droite du résultat se trouve le nom de l'ultime adversaire.

### En double dames
| Année | Open d'Australie | Open d'Australie | Internationaux de France    | Internationaux de France      | Wimbledon | Wimbledon | US Open | US Open |
| ----- | ---------------- | ---------------- | --------------------------- | ----------------------------- | --------- | --------- | ------- | ------- |
| 2016  | -                | -                | 1er tour (1/32) Alizé Lim   | D. Cibulková Kirsten Flipkens | -         | -         | -       | -       |
| 2017  | -                | -                | 2e tour (1/16) Chloé Paquet | Kirsten Flipkens F. Schiavone | -         | -         | -       | -       |

Sous le résultat, la partenaire ; à droite, l'ultime équipe adverse.

### En double mixte
| Année | Open d'Australie | Open d'Australie | Internationaux de France       | Internationaux de France    | Wimbledon | Wimbledon | US Open | US Open |
| 2017  | -                | -                | 1er tour (1/16) G. Blancaneaux | Elina Svitolina Artem Sitak | -         | -         | -       | -       |

Sous le résultat, le partenaire ; à droite, l'ultime équipe adverse.

## Classements WTA en fin de saison
| Année     | 2009 | 2010 | 2011 | 2012 | 2013 | 2014 | 2015 | 2016 | 2017 | 2018 | 2019 |
| En simple | 911  | 411  | 471  | 250  | 290  | 306  | 232  | 188  | 209  | 245  | 276  |
| En double | -    | 297  | 992  | 348  | 660  | 665  | 498  | 552  | 338  | 490  | 408  |

Source : (en) « Classements de Myrtille Georges », sur le site officiel du WTA Tour